# Svetlana Kana Radević
Svetlana Kana Radević (in cirillico: Светлана Кана Радевић?; Cettigne, 21 novembre 1937 – 8 novembre 2000) è stata un'architetta jugoslava, considerata la prima architetta donna in Montenegro. Il suo lavoro è stato riconosciuto con due premi nazionali.

## Biografia

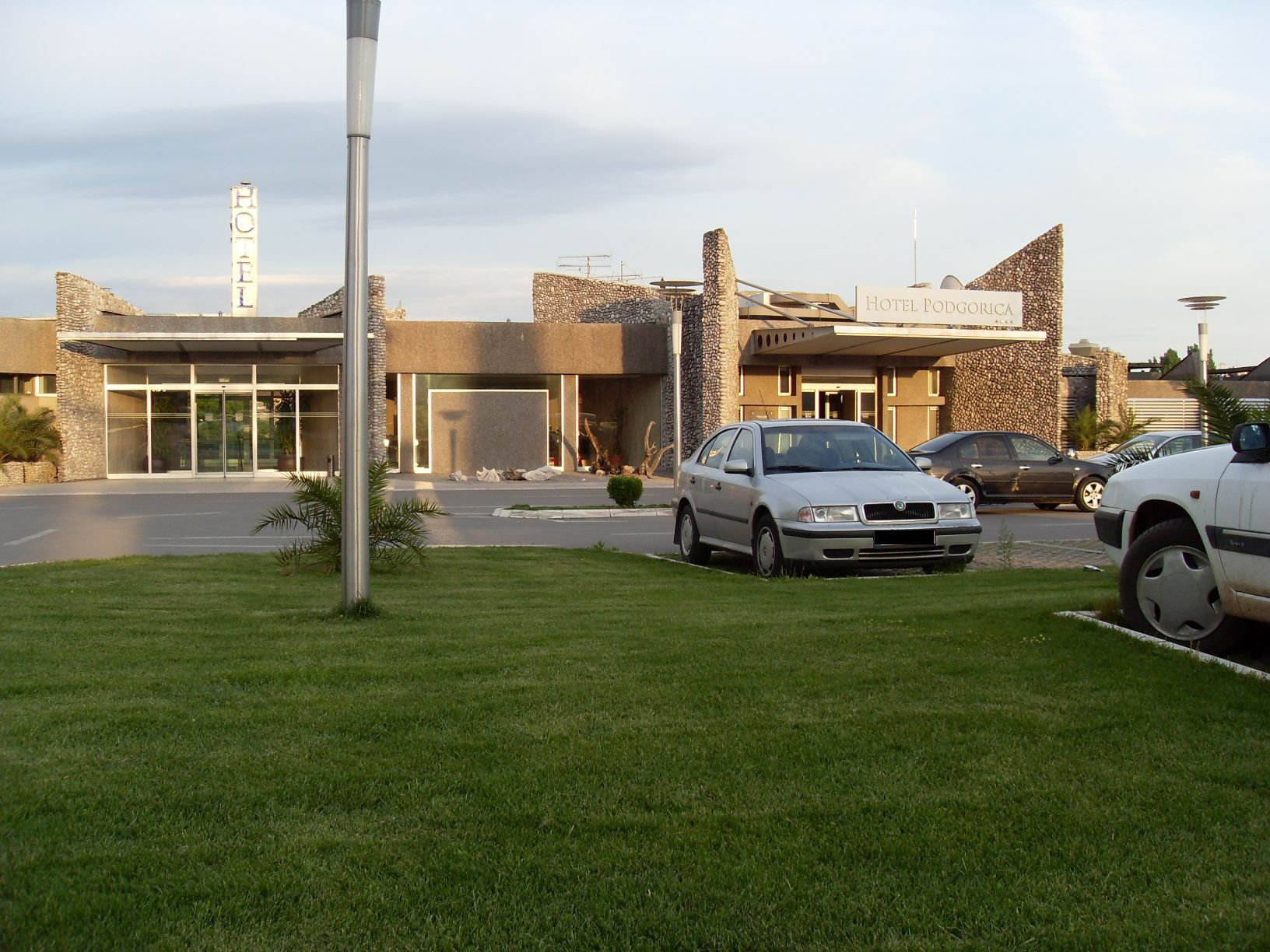
Hotel Podgorica (1967)

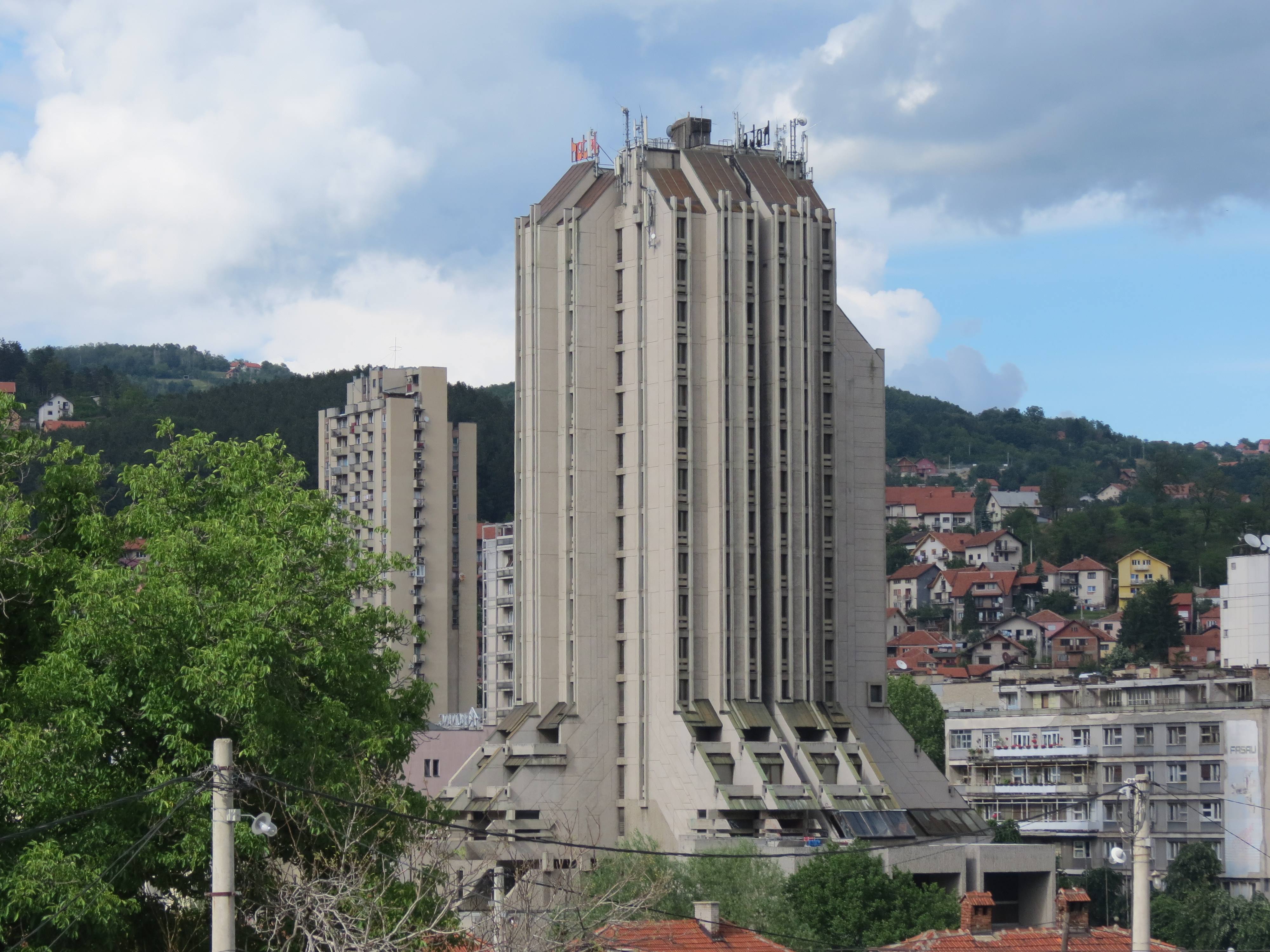
Hotel Zlatibor, Užice (1981)

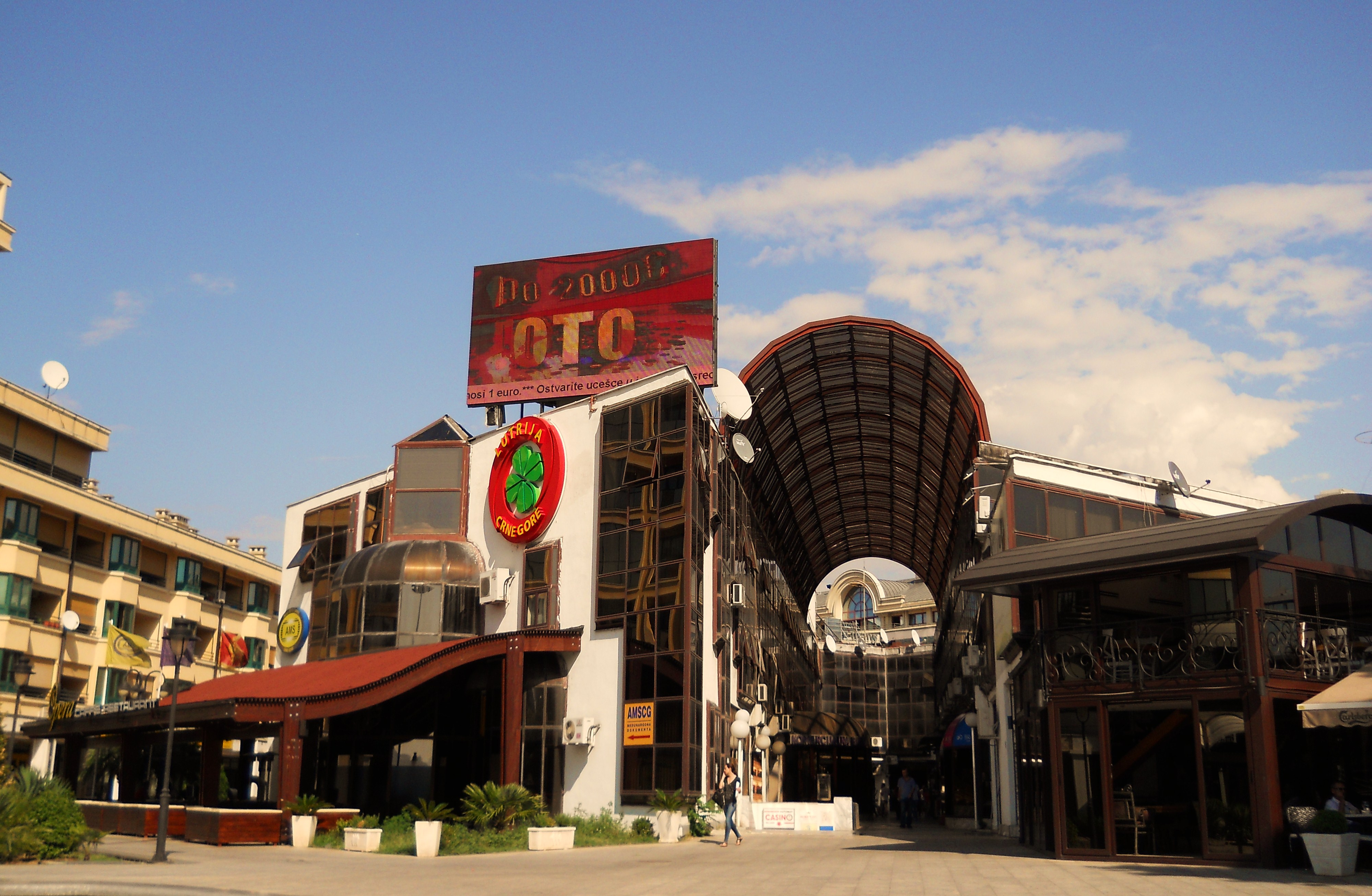
Centro commerciale Kruševac, Podgorica (1991)

Svetlana Kana Radević nacque il 21 novembre 1937 a Cettigne, in Jugoslavia, dove frequentò la scuola elementare e poi il liceo Slobodan Škerović a Titograd (ora Podgorica). Si laureò presso la Facoltà di Architettura dell'Università di Belgrado e conseguì un master presso l'Università della Pennsylvania. Continuò quindi gli studi in Giappone, il che influenzò fortemente il suo lavoro successivo.
Radević fu membro a pieno titolo della Doclean Academy of Sciences and Arts e prima vicepresidente della Matica crnogorska, nonché membro straniero dell'Accademia Russa di Architettura e Scienze delle Costruzioni.
Il suo stile si distingueva per la selezione dei materiali, fondendo le strutture con il loro ambiente esterno e le dimensioni e la potenza sostanziali dei suoi progetti.
Il suo lavoro più noto è stato l'Hotel Podgorica, per il quale ha vinto il Premio Federale jugoslavo Borba per l'Architettura nel 1967. L'edificio si caratterizza per l'uso della pietra, materiale da costruzione tradizionale, e per giocare con forme uniche che sporgono dalla facciata, in modo non tradizionale. Allo stesso tempo, l'edificio si inserisce nel paesaggio come se la sua massa di cemento ne fosse sempre stata parte.
Anche il suo monumento ai soldati caduti di Lješanska nahija a Barutana ha vinto una competizione nazionale jugoslava nel 1975.
Radević morì l'8 novembre 2000.

## Opere
- Kruševac Business Center[1] e stazione degli autobus, a Podgorica[3]
- Hotel Podgorica
- Hotel Mojkovac
- Hotel Zlatibor, Užice (Serbia)[4]
- Istituto lessicografico
- Monumento ai soldati caduti di Lješanska nahija, Barutana[5]